# Ovariohystérectomie
L'ovario-hystérectomie (ou oophoro-hystérectomie) est l'ablation simultanée de l'utérus et des ovaires.
L'ovariectomie est l'ablation des ovaires. L'hystérectomie est une opération qui consiste en l'ablation chirurgicale de l'utérus. 
Il arrive parfois que l'on doive enlever en même temps les ovaires et les trompes de Fallope. On parle alors d'hystérectomie avec exérèse des ovaires.